# LG Electronics
LG Electronics là một công ty điện tử đa quốc gia của Hàn Quốc có trụ sở chính được đặt tại Yeouido, Seoul và đồng thời là một công ty con trực thuộc tập đoàn LG. Công ty hiện đang sử dụng khoảng 82.000 nhân viên, làm việc tại hơn 120 công ty con địa phương trên toàn thế giới. Với doanh thu toàn cầu năm 2014 là 56 tỷ USD (khoảng 60 nghìn tỷ Won), LG bao gồm bốn đơn vị kinh doanh: Giải trí gia đình, Truyền thông di động, Thiết bị gia dụng & Giải pháp không khí, Linh kiện phương tiện với Starion India là nhà sản xuất máy lạnh và máy giặt chính cho thị trường Ấn Độ. Giám đốc điều hành kiêm phó chủ tịch của LG Electronics là ông Koo Bon-joon.
Kể từ năm 2008, LG Electronics duy trì thị phần lớn thứ hai cho TV màn hình tinh thể lỏng và màn hình OLED sau Samsung Electronics.

## Lịch sử

### 1958–những năm 1960
Năm 1958, LG Electronics được thành lập với tên Goldstar (Hangul: 금성) ngay sau chiến tranh Triều Tiên để cung cấp cho quốc gia xây dựng lại các thiết bị điện tử gia dụng và thiết bị gia dụng được sản xuất trong nước. LG Electronics đã sản xuất máy bộ đàm, TV, tủ lạnh, máy giặt và máy điều hòa không khí đầu tiên của Hàn Quốc. Goldstar là một trong những tập đoàn LG có một công ty anh em, Lak-Hui (phát âm là "Lucky") Chemical Industrial Corp, hiện là LG Chem và LG Hộ gia đình. Goldstar đã sáp nhập với Lucky Chemical và LS Cable vào ngày 28 tháng 2 năm 1995, đổi tên công ty thành Lucky-Goldstar, và cuối cùng thành LG Electronics.

### Những năm 1970–1990
LG Electronics kiếm được 100 triệu đô la Mỹ doanh thu từ xuất khẩu lần đầu tiên trong lịch sử của nó. Tăng trưởng nhanh chóng bởi toàn cầu hóa cho thấy công ty thành lập sản xuất đầu tiên ở nước ngoài, có trụ sở tại Hoa Kỳ, vào năm 1982. Năm 1994, Goldstar chính thức áp dụng thương hiệu LG Electronics và logo công ty mới. LG Electronics mua lại nhà sản xuất TV Zenith có trụ sở tại Hoa Kỳ. Năm 1995, LG Electronics đã sản xuất thiết bị cầm tay kỹ thuật số CDMA đầu tiên trên thế giới và cung cấp Ameritech và GTE tại Mỹ. Công ty cũng đã được trao chứng nhận UL tại Mỹ. Năm 1998, LG đã phát triển TV plasma 60 inch đầu tiên trên thế giới và năm 1999 đã thành lập một liên doanh với Philips – LG. Philips LCD – hiện có tên LG Display.

### 2000–hiện tại
Để thành lập một công ty cổ phần, LG Electronics cũ đã được tách ra vào năm 2002, với LG Electronics "mới" được tách ra và LG Electronics "cũ" đổi tên thành LG EI. Sau đó, nó đã được sáp nhập với và vào LG CI vào năm 2003 (người kế thừa hợp pháp của LG Chem trước đây), vì vậy công ty bắt đầu như Goldstar hiện không tồn tại.
LG Electronics đóng một vai trò lớn trong ngành công nghiệp điện tử tiêu dùng toàn cầu; nó là nhà sản xuất TV LCD lớn thứ hai trên toàn thế giới vào năm 2013. Đến năm 2005, LG là một thương hiệu hàng đầu toàn cầu, và năm 2006, LG đã ghi nhận mức tăng trưởng thương hiệu là 14%. Công ty sản xuất màn hình của nó, LG Display, tính đến năm 2009 là nhà sản xuất màn hình LCD lớn nhất thế giới. Năm 2010, LG Electronics bước vào ngành công nghiệp điện thoại thông minh. Kể từ đó, LG Electronics tiếp tục phát triển các sản phẩm điện tử khác nhau, chẳng hạn như phát hành TV siêu HD 84 inch đầu tiên trên thế giới để bán lẻ.
Vào ngày 5 tháng 12 năm 2012, các cơ quan quản lý chống độc quyền của Liên minh Châu Âu đã phạt LG Electronics và năm công ty lớn khác (Samsung, Thomson từ năm 2010 được biết đến với tên Technolor, Matsushita, ngày nay là Panasonic Corp, Philips và Toshiba) vì đã định giá tia âm ống trong hai cartel kéo dài gần một thập kỷ.
Vào ngày 11 tháng 6 năm 2015, LG Electronics bị sa vào một cuộc tranh cãi về nhân quyền khi The Guardian xuất bản một bài viết của Rosa Moreno, một cựu nhân viên của một nhà máy lắp ráp truyền hình LG.
Vào cuối năm 2016, LG Electronics đã sáp nhập chi nhánh tại Đức (đặt tại Ratingen) và trụ sở châu Âu (nằm ở London) với nhau tại Eschborn, ngoại ô Frankfurt am Main.
Vào tháng 3 năm 2017, LG Electronics đã bị kiện vì xử lý các lỗi phần cứng với các điện thoại thông minh gần đây như LG G4.
Vào tháng 11 năm 2018, LG đã công bố Hwang Jeong-hwan, người đảm nhận công việc là chủ tịch của LG Mobile Communications vào tháng 10 năm 2017, sẽ được thay thế bởi Brian Kwon, người đứng đầu doanh nghiệp giải trí gia đình có lợi nhuận cao của LG, từ ngày 1 tháng 12 năm 2018.

## Hoạt động
LG Electronics có bốn đơn vị kinh doanh: Giải trí gia đình, Truyền thông di động, Thiết bị gia dụng & Giải pháp không khí và Linh kiện xe. Công ty có 128 chi nhánh hoạt động trên toàn thế giới, sử dụng 83.000 người. LG Electronics sở hữu Zenith và kiểm soát 37,9% LG Display.

## Sản phẩm
Các sản phẩm của LG Electronics bao gồm TV, hệ thống rạp hát tại nhà, tủ lạnh, máy giặt, màn hình máy tính, thiết bị đeo được, thiết bị thông minh và điện thoại thông minh.

### Ti vi
LG SL9000 là một trong một số HDTV không viền mới được quảng cáo để phát hành tại IFA Berlin năm 2009. LG Electronics đã ra mắt TV OLED vào năm 2013 và các kích thước 65 inch và 77 inch vào năm 2014. LG Electronics đã giới thiệu Internet TV đầu tiên vào năm 2007, ban đầu được gắn nhãn là thiết bị "Truy cập giải trí NetCast". Sau đó, họ đổi tên TV Internet 2011 thành "LG Smart TV " khi thêm nhiều tính năng truyền hình tương tác, cho phép khán giả nhận thông tin từ Internet đồng thời xem chương trình TV thông thường.
Vào tháng 11 năm 2013, một blogger đã phát hiện ra rằng một số TV thông minh của LG âm thầm thu thập tên tệp từ các thiết bị lưu trữ USB và dữ liệu xem chương trình, đồng thời truyền thông tin đến các máy chủ của LG và máy chủ liên kết của LG. Ngay sau khi mục blog này được phát hành, LG đã vô hiệu hóa phát lại trên trang web của video, giải thích cách phân tích người xem hoạt động và đóng tài khoản Brightcove mà video được lưu trữ trên đó.
Điều khiển từ xa của LG sử dụng công nghệ Freespace của Hillcrest Labs để cho phép người dùng thay đổi kênh bằng cử chỉ  và công nghệ Dragon NataturalSpeaking để nhận dạng giọng nói.
Kể từ năm 2014, LG đang sử dụng webOS với giao diện ruy băng với một số TV thông minh. LG báo cáo rằng trong tám tháng đầu tiên sau khi phát hành, họ đã bán được hơn 5 triệu TV webOS.
Vào năm 2016, dành riêng cho Ấn Độ, chi nhánh LG Electronics Inc của Ấn Độ đã bắt đầu bán một chiếc TV có thể đuổi muỗi. Nó sử dụng sóng siêu âm con người không nghe thấy nhưng khiến muỗi bay đi. Nó được phát hành vào ngày 16 tháng 6 năm 2016. Công nghệ này cũng được sử dụng trong máy điều hòa không khí và máy giặt. TV hướng đến người tiêu dùng có thu nhập thấp hơn sống trong điều kiện khiến họ dễ bị muỗi đốt.
Năm 2018, LG tiết lộ họ sẽ bắt đầu bán TV màn hình lớn có thể cuộn lại và tự động rút lại chỉ bằng một nút bấm vào năm 2019.

### Thiết bị di động

#### Điện thoại di động

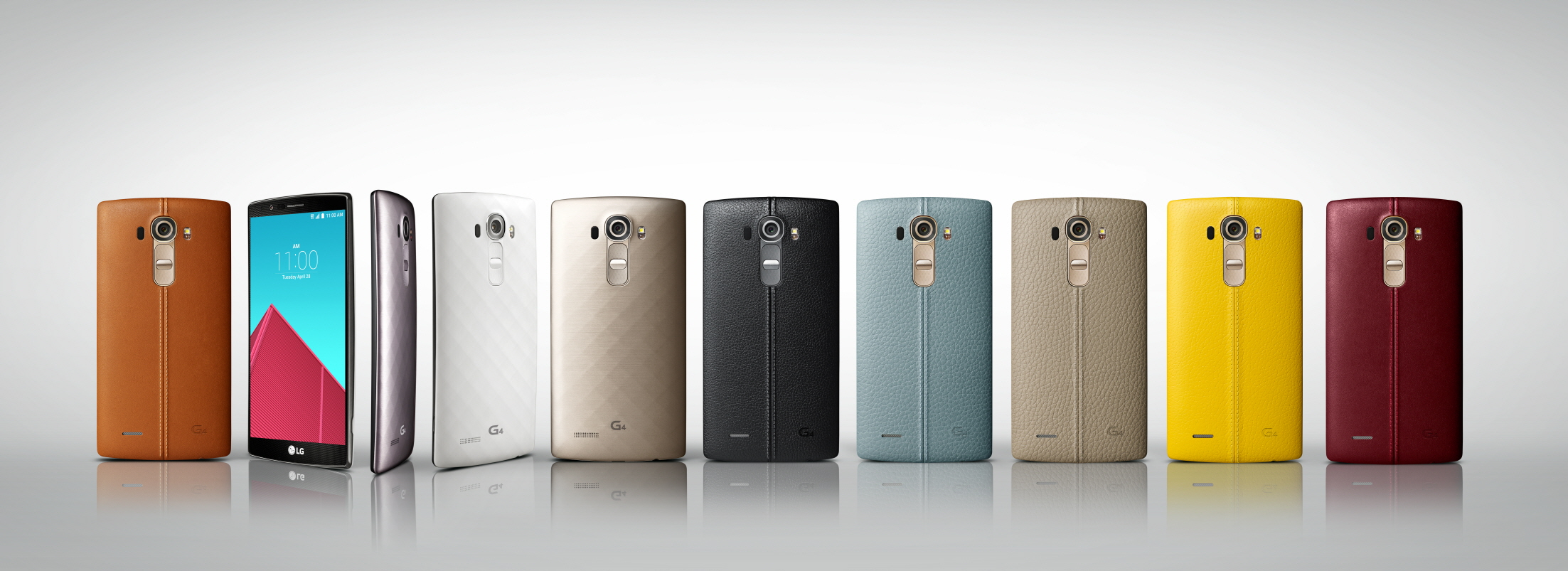
LG G4

LG Electronics sản xuất một loạt các thiết bị điện thoại thông minh và máy tính bảng. Ngoài G3, LG chính thức ra mắt điện thoại thông minh cong, G Flex, vào ngày 27 tháng 10 năm 2013. LG đã phát hành nó ở Hàn Quốc vào tháng 11 năm 2013, và sau đó đã công bố phát hành ở châu Âu, phần còn lại của châu Á và Bắc Mỹ. Tại Triển lãm Điện tử tiêu dùng vào tháng 1 năm 2014, LG đã công bố một bản phát hành của Hoa Kỳ cho G2 trên một số nhà mạng lớn. Năm 2015, LG đã phát hành LG G4 trên toàn cầu vào cuối tháng 5 đến đầu tháng 6. Vào ngày 7 tháng 9 năm 2016, LG đã quảng bá V20, và V30 đã được công bố vào ngày 31 tháng 8 năm 2017. LG G6 đã được công bố chính thức trong MWC 2017 vào ngày 26 tháng 2 năm 2017. Việc giới thiệu mẫu G7 ThinQ đã được lên kế hoạch cho cuộc họp giao ban ngày 2 tháng 5 năm 2018.

#### Máy tính bảng
Vào năm 2014, LG đã tiết lộ ba bổ sung mới cho dòng máy tính bảng G, mỗi loại bao gồm tính năng Knock Code của LG, cho phép người dùng mở khóa thiết bị bằng một loạt vòi. Các máy tính bảng cũng có tính năng Q Pair cho phép máy tính bảng đồng bộ hóa với điện thoại thông minh và cho các cuộc gọi điện thoại và tin nhắn văn bản được chuyển đến máy tính bảng trong thời gian thực.

#### Đồng hồ thông minh

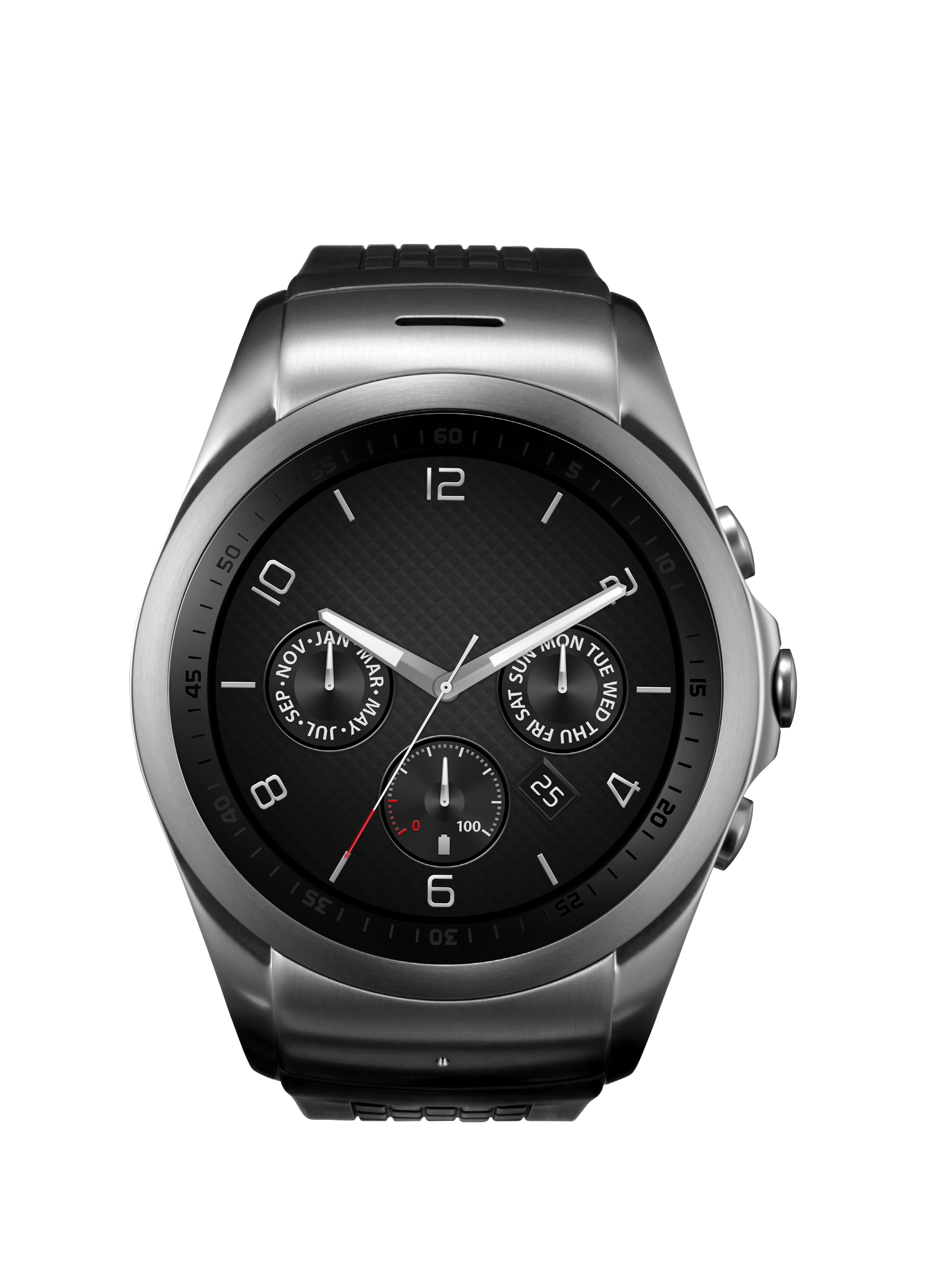
Đồng hồ LG Urbane LTE

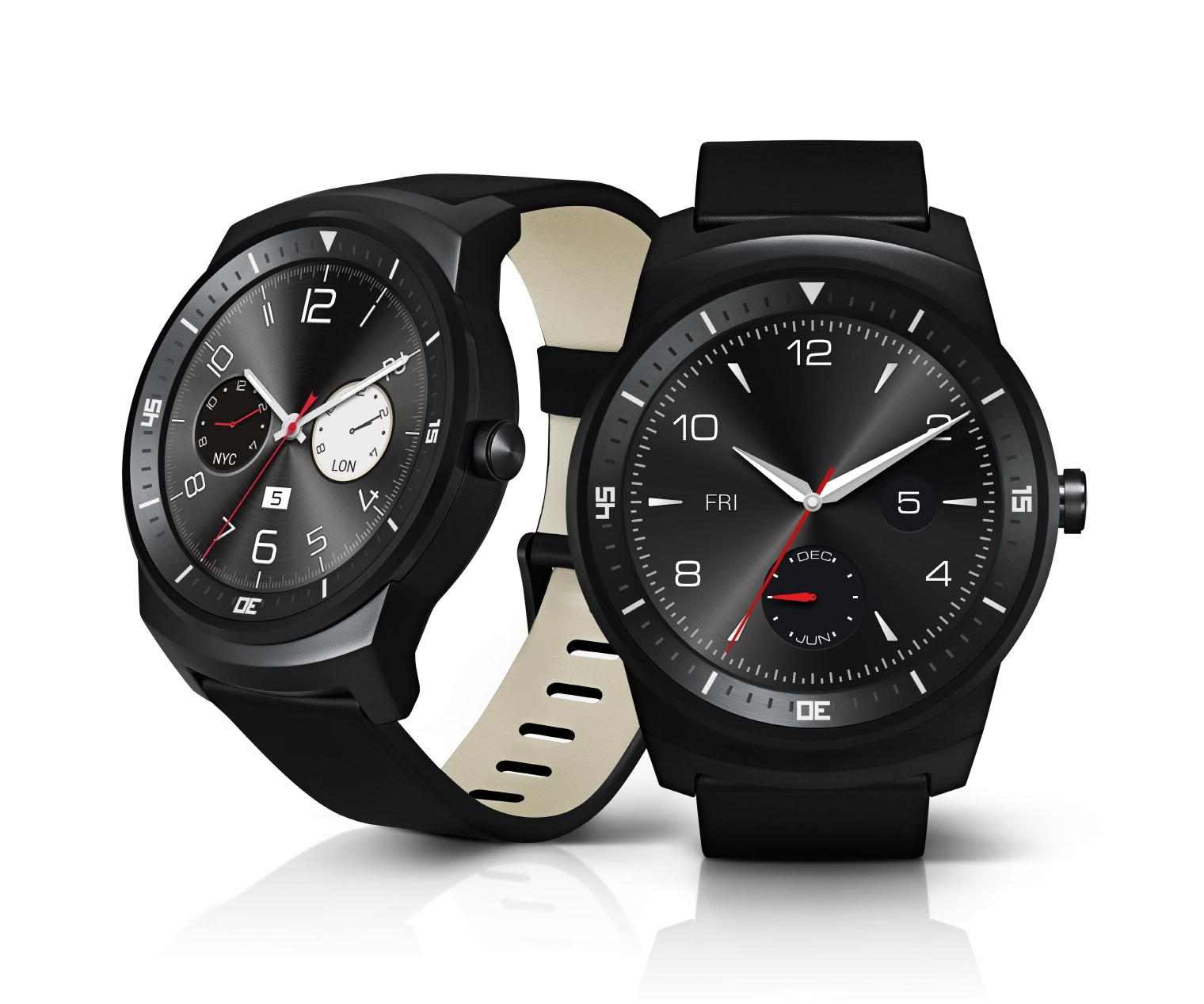
Đồng hồ LG G Watch R

LG và Google đã công bố đồng hồ thông minh dựa trên Android Wear, LG G Watch, vào tháng 6 năm 2014. Vào tháng 8 năm 2014, LG G Watch R có mặt tròn (tương tự Moto 360) đã được phát hành. LG Watch Urbane mà đồng hồ thông minh dựa trên Android Wear thứ ba của LG đã phát hành vào tháng 4 năm 2015. Đây là thiết bị đầu tiên hỗ trợ các tính năng smartwatch mới hơn như Wi-Fi và các phần mới của giao diện phần mềm của Android Wear, như khả năng vẽ biểu tượng cảm xúc cho bạn bè.

#### Bàn phím thô
Vào năm 2015, LG đã công bố bàn phím Bluetooth đầu tiên có thể gập dọc theo bốn hàng phím có thể được ném vào ví hoặc túi. Bàn phím Rolly được làm bằng nhựa cứng. Hai cánh tay nhỏ bằng nhựa gập ra từ cuối bàn phím để hỗ trợ máy tính bảng hoặc điện thoại thông minh và nó có thể chuyển đổi giữa hai thiết bị kết nối Bluetooth khác nhau cùng một lúc. Tuổi thọ pin là ba tháng dự kiến trên một pin AAA.

### Đồ gia dụng

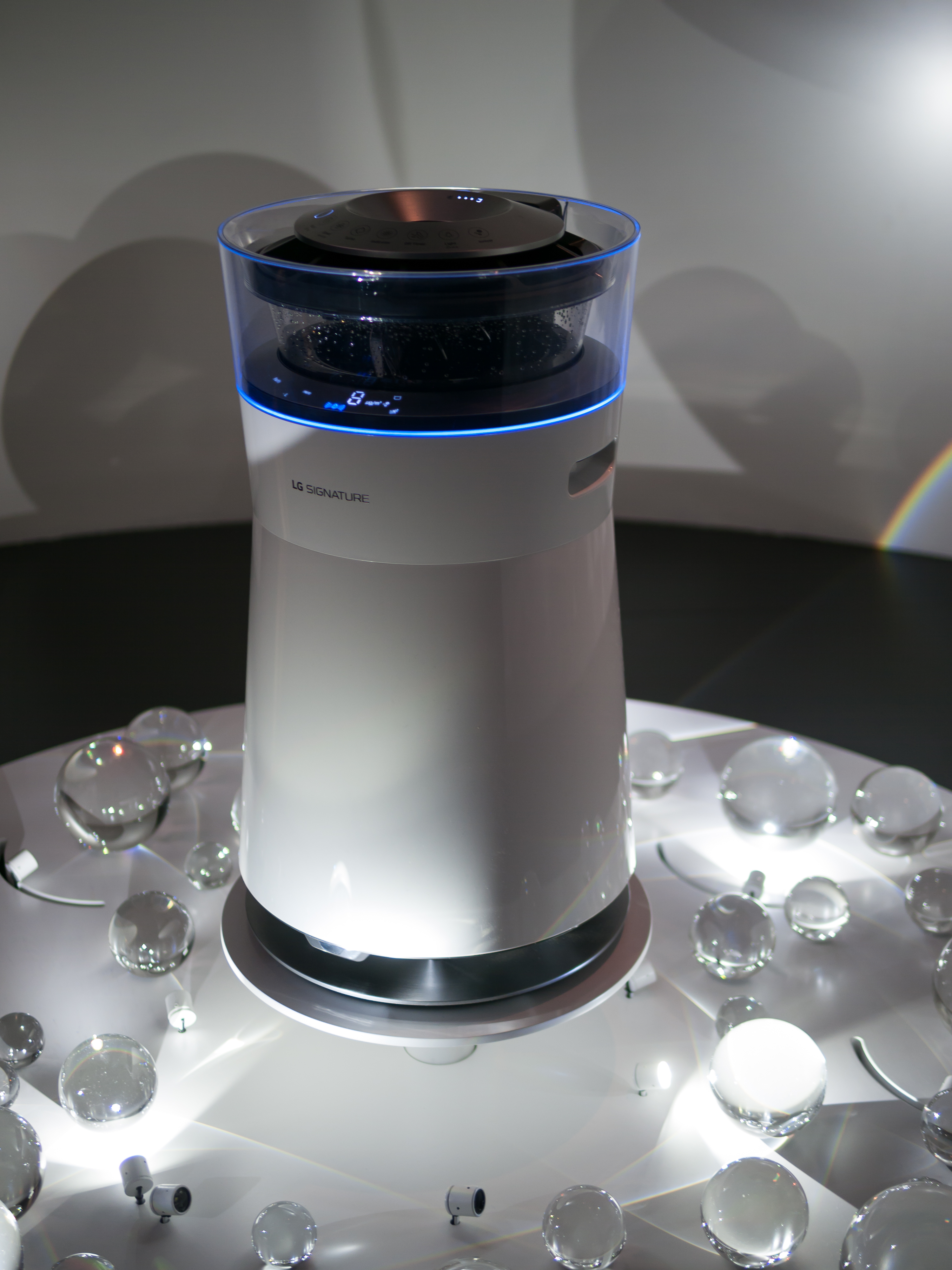
Máy lọc không khí LG Signature LSA 50 A

LG sản xuất và bán các thiết bị gia dụng như tủ lạnh, máy giặt và máy sấy quần áo, máy hút bụi, thiết bị nhà bếp và máy điều hòa không khí và thậm chí cả lò vi sóng. Vào tháng 6 năm 2014, LG Electronics cũng đã công bố ra mắt các thiết bị thông minh của mình với dịch vụ nhắn tin HomeChat tại Hàn Quốc. HomeChat sử dụng LINE, ứng dụng nhắn tin di động từ công ty Hàn Quốc ' Naver ', để cho chủ nhà liên lạc, kiểm soát, giám sát và chia sẻ nội dung với các thiết bị thông minh của LG. Người dùng có thể gửi tin nhắn đơn giản, chẳng hạn như "bắt đầu chu trình giặt" để kiểm soát máy giặt của họ.

## Tiếp thị và quan hệ công chúng

### Tài trợ
LG sở hữu Tổ chức Bóng chày Hàn Quốc (KBO) LG Twins (LG). Nhóm này là một trong những thành viên sáng lập của KBO, được thành lập vào năm 1982, mặc dù LG đã tiếp quản quyền sở hữu của đội vào năm 1989. Đội đã giành được hai giải Hàn Quốc (1990 và 1994), mặc dù có lượng người hâm mộ trung thành và đông đảo của họ đã bị 'bỏ đói' thành công vì liên quan đến ngân sách và quy mô của câu lạc bộ trong KBO. Điều đó nói rằng, LG tiếp tục thu hút sự tham dự trung bình lớn nhất trong số tất cả các đội KBO và đã nổi lên từ sự sụt giảm của nó để trở thành ứng cử viên playoff thường xuyên trong những năm gần đây.
Vào tháng 8 năm 2013, LG Electronics đã thông báo rằng họ sẽ tài trợ cho câu lạc bộ Bundesliga của Đức, Bayer 04 Leverkusen trong ba năm tới với tùy chọn gia hạn thêm một năm. Tại Hoa Kỳ, các quảng cáo thương hiệu và sản phẩm của LG Electronics có thể được nhìn thấy trong Sân vận động Dodger của Los Angeles Dodgers và Công viên bóng vĩ đại của Mỹ ở Reds đỏ. LG tài trợ cho Hội đồng Cricket quốc tế, cơ quan quản lý thế giới về môn Cricket và cũng là nhà tài trợ cho giải thưởng ICC.
Từ năm 2009 đến 2013, LG Electronics đã tài trợ Công thức 1 trong 5 năm với tư cách là Đối tác Toàn cầu và Đối tác Công nghệ của Công thức Một. cho đến năm 2013. LG cũng là nhà cung cấp chính thức cho đội đua Virgin Racing và Lotus Racing, cộng với nhà sản xuất động cơ Cosworth từ năm 2010 đến 2012. LG cũng tài trợ cho Tuần lễ thời trang Luân Đôn và Đấu trường LG tại Birmingham.
Trong giai đoạn 20012002003, LG đã tài trợ cho giải Bi-a Grand Prix. Trong những năm này, giải đấu được gọi là LG Cup. Năm 2008, LG trở thành nhà tài trợ cho lễ hội Extreme Sport 'FSO4 Freeze'.
Công ty LG Electronics ở Úc đã ngừng tài trợ với cựu phó đội trưởng Úc, David Warner vào ngày 27 tháng 3 năm 2018 và ngừng việc anh ta làm đại sứ thương hiệu của công ty sau vụ bê bối tiểu xảo lên trái bóng gây tranh cãi làm rung chuyển Cricket Úc trong Loạt trận test thứ 3 loạt thử nghiệm tạm thời 2017-18 với Nam Phi. David Warner đã có một thỏa thuận với công ty LG Electronics vào năm 2014 và trước đó đã lên kế hoạch gia hạn hợp đồng của mình ngay trước khi bị bắt vì làm tiểu xảo lên trái bóng thi đấu.

## Hồ sơ môi trường
Tạp chí Choice, trong các thử nghiệm độc lập của các mẫu tủ lạnh LG phổ biến năm 2010, nhận thấy mức tiêu thụ năng lượng ở hai mẫu cao hơn so với tuyên bố của LG. LG đã nhận thức được vấn đề này và đã đề nghị bồi thường cho các khách hàng bị ảnh hưởng. Năm 2004, LG đã đưa ra tuyên bố hiệu quả sử dụng nước được xếp hạng 4A cho nhiều máy giặt trước khi chúng được chứng nhận. LG đã cam kết với Ủy ban Cạnh tranh và Người tiêu dùng Úc (ACCC) để cung cấp các thông báo khắc phục phù hợp và nâng cấp và duy trì chương trình tuân thủ thực hành thương mại của mình. Năm 2006, LG đã cường điệu hóa hiệu quả năng lượng trên năm mẫu máy điều hòa không khí của mình và một lần nữa được yêu cầu giảm giá cho người tiêu dùng để trang trải chi phí năng lượng tăng thêm.
Vào tháng 3 năm 2018, LG ra thông báo rằng một trong những hệ thống sản phẩm chăm sóc quần áo hơi của hãng đã đạt được Chứng nhận Thân thiện với các loại bệnh như hen suyễn và dị ứng.